# 四兄弟鎮
四兄弟鎮（葡萄牙語：Quatro Irmãos）或音譯為夸特羅伊芒斯，是一個位於巴西南部南大河州的一個市鎮。

## 命名
四兄弟鎮的名稱源於這塊土地原先的擁有者：聖帕切科（Santos Pacheco）兄弟。他們分別是克利曼蒂諾（Clementino）、大衛（David）、若塞加斯帕（Jose Gaspar）和安東尼奧（Antonio）。

## 人口
根據巴西地理統計局於2018年的估計，四兄弟鎮共有1,846人，面積268.583平方公里，平均人口密度為6.87人/km2。

## 圖集

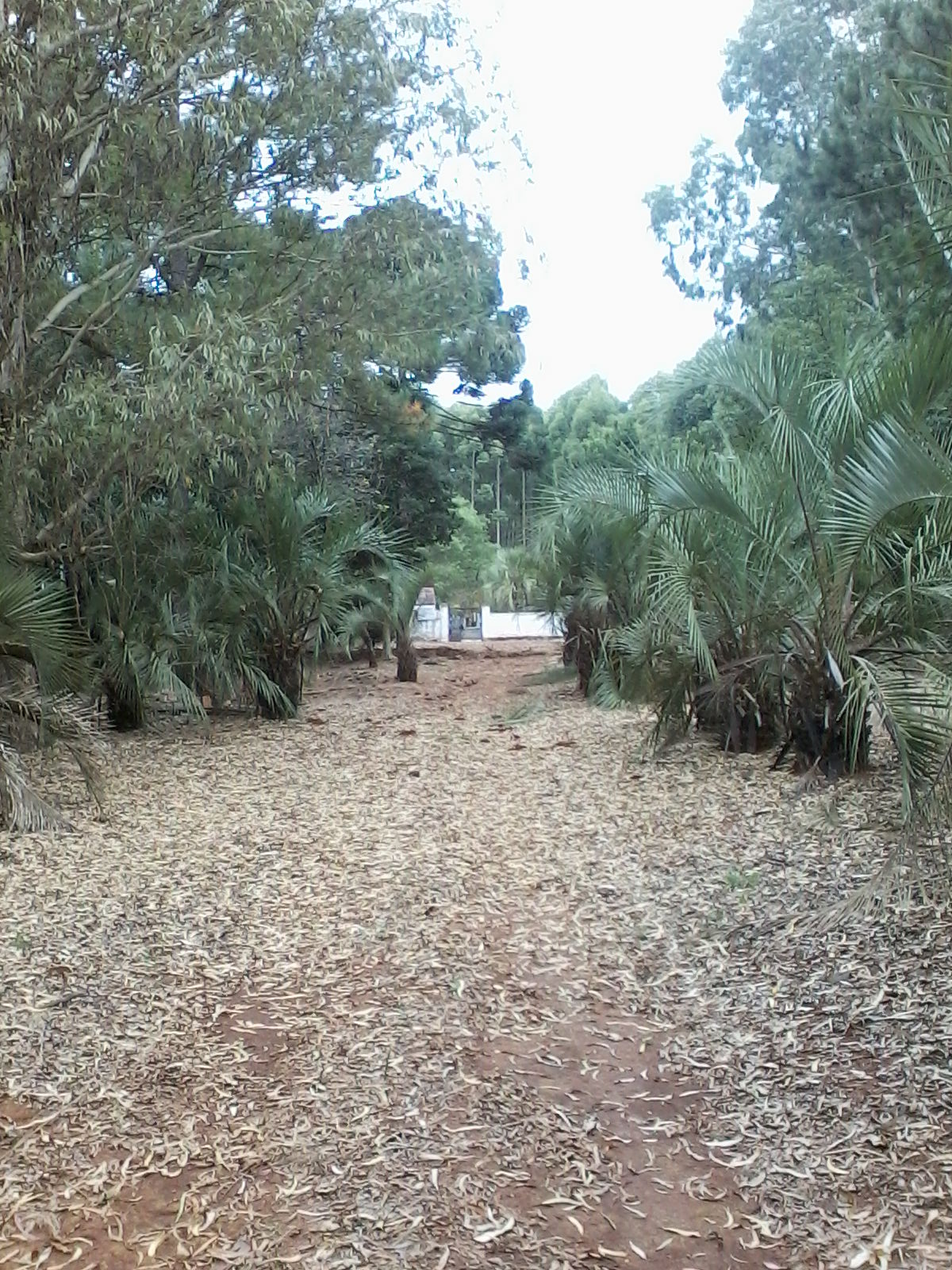
四兄弟鎮的猶太公墓。
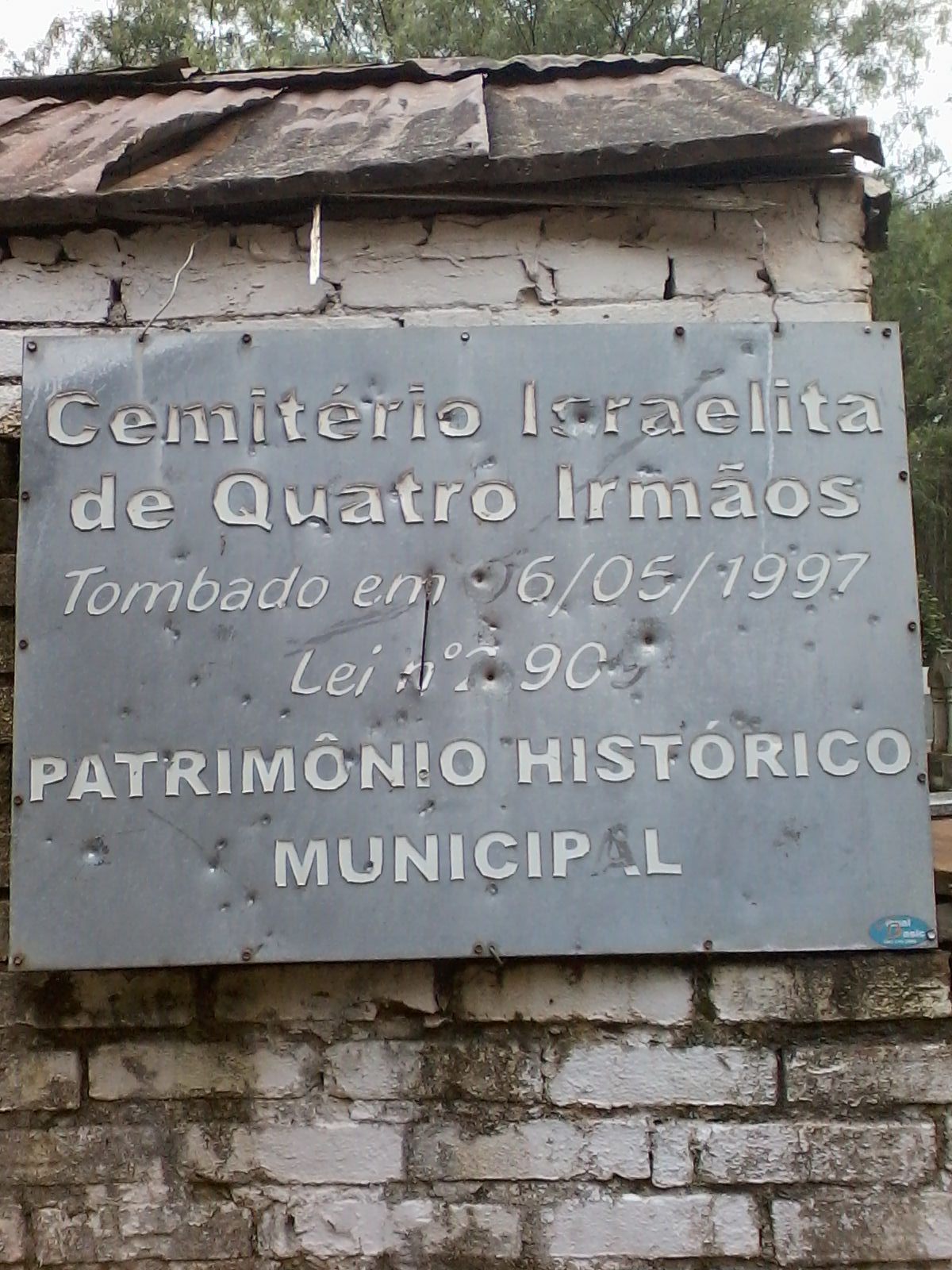
四兄弟鎮猶太公墓的一塊墓碑。
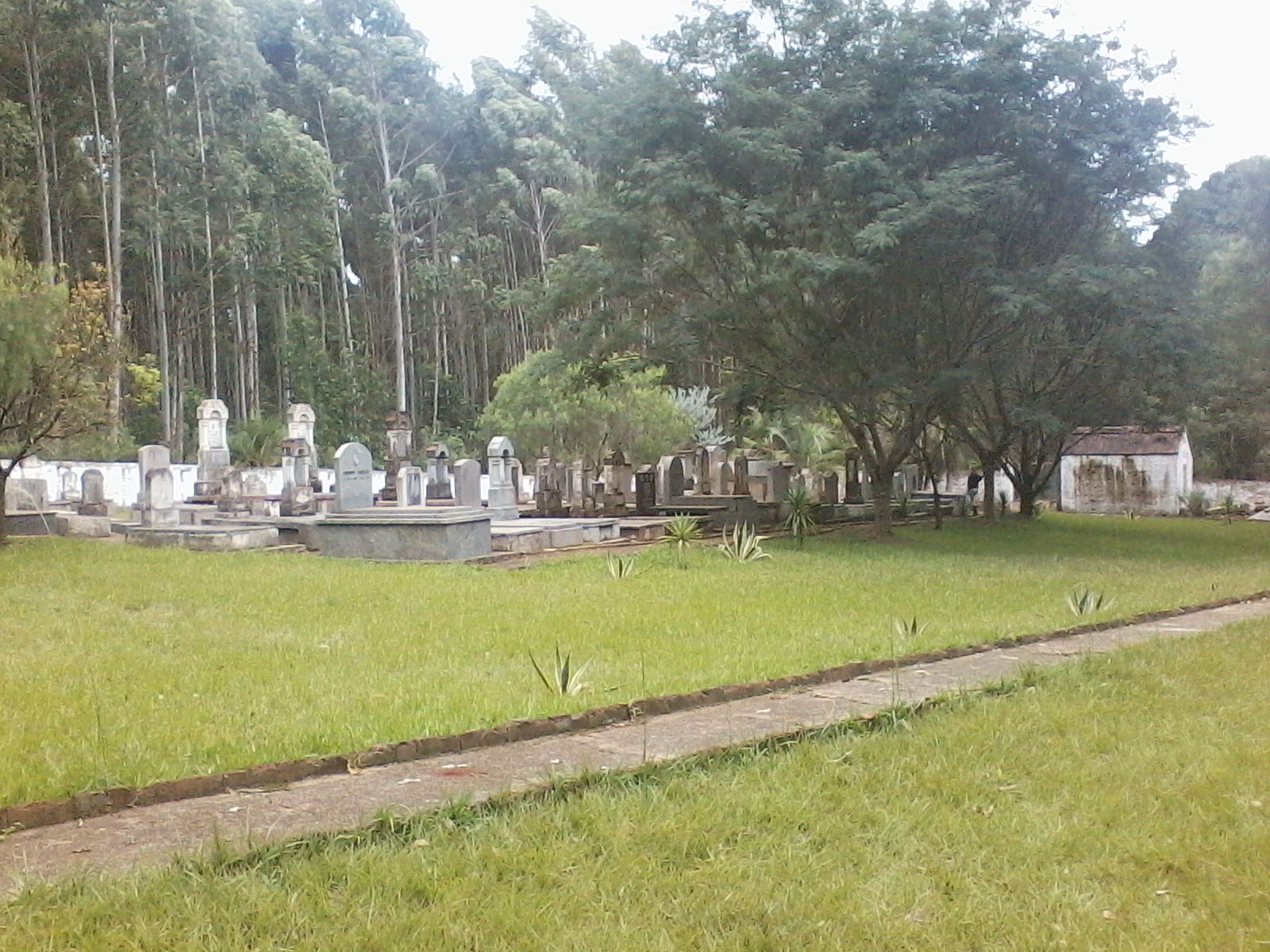
四兄弟鎮的猶太公墓。
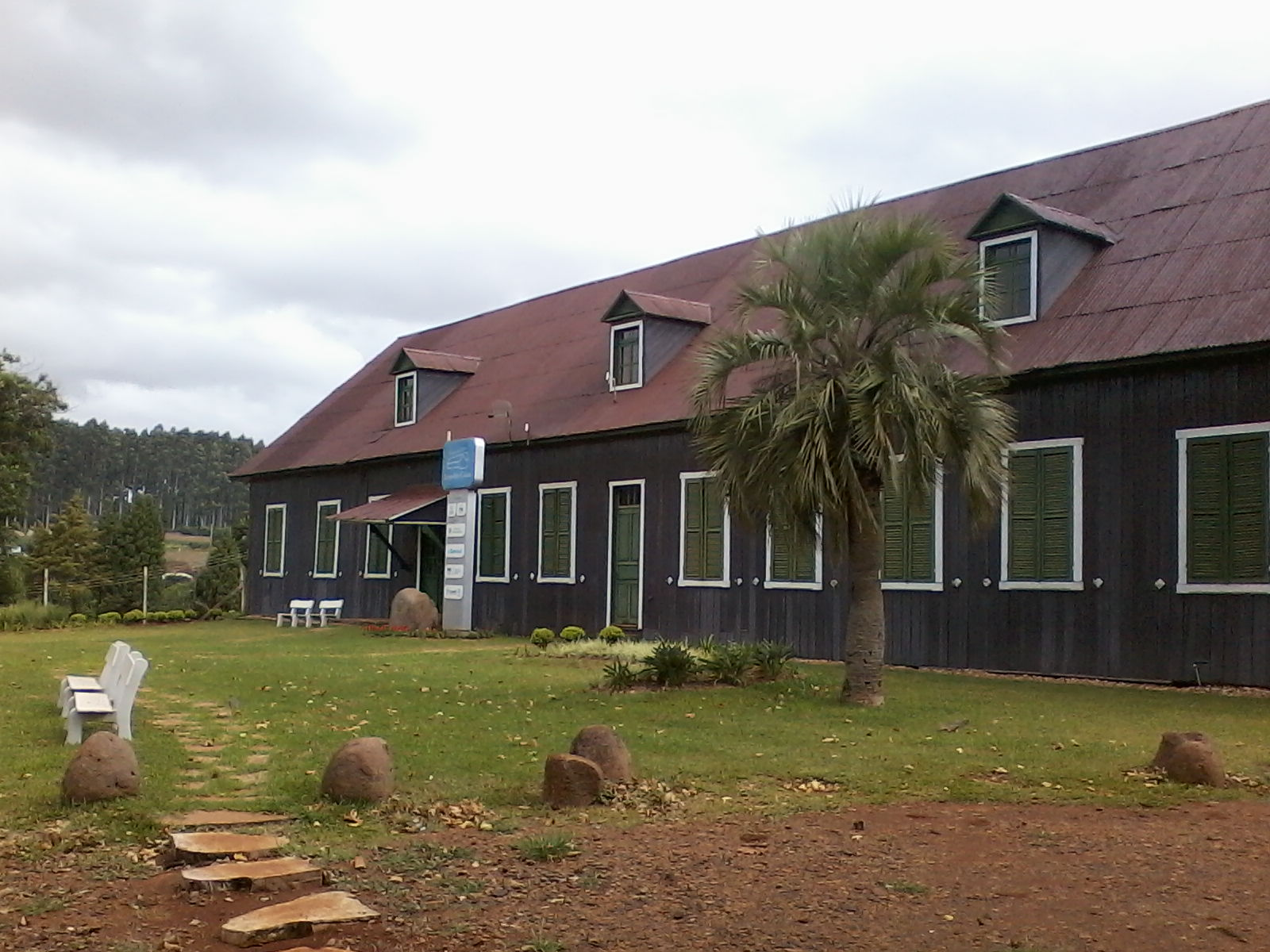
前四兄弟鎮醫院，由猶太殖民協會協助建立。